# Ferreries
|  | Aquest article tracta sobre la localitat menorquina. Vegeu-ne altres significats a «Ferreries (desambiguació)». |

Ferreries és una vila i municipi de Menorca situat al centre de l'illa. Ja s'esmenta el municipi en el Pariatge de 1301 de Jaume II de Mallorca.

## Entitats de població
| Entitat de població | Habitants |
| ------------------- | --------- |
| Cala Galdana        | 122       |
| Ferreries           | 4.294     |
| Font: Idescat       |           |

## Etimologia
L'origen del nom de Ferreries no és del tot clar. Tanmateix, hi ha dues teories, indemostrables documentalment:
- D'acord amb la tradició oral, el nom de Ferreries té relació amb els topònims de sa Rovellada, s'Enclusa i els pujols de Son Telm, que rodegen la vila. Els seguidors d'aquesta opinió consideren la possibilitat que algun ferrer s'establís originàriament per aquests paratges per atendre les cavalleries de transport que viatjaven per l'interior del territori illenc. Aquesta creença estaria reforçada per la grafia Ferraries que apareix en la documentació posterior.[2]

- L'altra opinió defensa la hipòtesi que el nom de Ferreries és una deformació ortogràfica de la Fraria, ja que la primitiva església de Sant Bartomeu es va aixecar sobre els terrenys que pertanyien als frares mercedaris, probablement els de Puig Ostern que menciona la butlla de Nicolau IV, l'any 1291.[2]

## Geografia
El terme de Ferreries té una extensió de gairebé 67 quilòmetres quadrats i una població, el 2010, d'uns 4.500 habitants. La franja nord de Ferreries destaca per les elevacions de Santa Àgueda i s'Enclusa mentre que el sector sud està drenat per una sèrie de profunds barrancs de gran bellesa: el barranc d'Algendar, que desemboca a cala Galdana, i el barranc de Son Fideu, que vessa les aigües a Trebalúger.

## Flora i fauna
Gairebé els dos terços del terreny del municipi de Ferreries estan sense conrear, poblats en part per extensions de pins, alzines i matoll mediterrani. Les cales Mitjana i Mitjaneta alberguen un antiquíssim alzinar i un dels pocs reductes de tot Menorca de pins sicilians. A la costa nord (ets Alocs i cala Macarrà) hi ha macars d'alocs i altres espècies endèmiques tant animals com vegetals.

## Història
Les notícies històriques que tenim del naixement de Ferreries permeten fixar-ne la fundació a finals del segle xiii. El nom de Ferreries apareix per primera vegada en el Pariatge del rei Jaume II de Mallorca. Es tracta, de fet, d'un document de concòrdia entre el monarca i el bisbe que va reorganitzar les estructures socials i eclesiàstiques de Menorca. Arranjant la pabordia i les rectories, va instituir, entre d'altres, una nova parròquia al terme de la Fraria, sota l'advocació de l'apòstol sant Bartomeu.
Al voltant d'aquests paratges van començar a construir-se, l'any 1298, les primeres cases que donarien vida al primitiu nucli de població. Al començament del segle xiv, el poble de Ferreries va rebre la denominació de terme del castell de Santa Àgueda i els seus homes més representatius intervenien en la política i en els negocis públics de Menorca.
El caràcter disseminat de la població no va afavorir el desenvolupament de Ferreries, que abans de finalitzar l'època medieval solament comptava amb alguns nuclis aïllats de població. Així, se sap que el 1457 es van fundar els llocs de Terra-roja, Son Gornés, Son Gras i Ruma, i que l'any 1476 naixien els de Son Mercer i sa Mola; tots com a petites cèl·lules de població.
A finals del segle xvii, Ferreries tenia 75 habitants i 15 cases.

## Política i govern

### Alcaldes i alcaldesses electes (1979-2023)
| Legislatura | Període           | Alcalde o alcaldessa             | Partit Polític | Govern                    |
| ----------- | ----------------- | -------------------------------- | -------------- | ------------------------- |
| I           | 1979 - 1983       | Antoni Riudavets Salom           |                |                           |
| II          | 1983 - 1987       | Antoni Riudavets Salom           | CI             |                           |
| III         | 1987 - 1991       | Gabriel Martí Barber             |                |                           |
| IV          | 1991 - 1995       | Gabriel Martí Barber (1991-1995) |                | Govern CDS i PSOE         |
| IV          | 1991 - 1995       | Onofre Janer Coll (1995)         |                | Govern CDS i PSOE         |
| V           | 1995 - 1999       | Onofre Janer Coll                | CIF            | Govern CIF, Entesa i PSOE |
| VI          | 1999 - 2003       | Onofre Janer Coll (1999)         | INME           | INME, PP i Entesa         |
| VI          | 1999 - 2003       | Román Sintes Serra (1999-2003)   | INME           | INME, PP i Entesa         |
| VII         | 2003 - 2007       | Josep Carreras Coll              |                | Govern Entesa i PP        |
| VIII        | 2007 - 2011       | Josep Carreras Coll              |                | Govern Entesa, PSOE i UCM |
| IX          | 2011 - 2015       | Manuel José Monerris Barberá     |                | Govern en minoria         |
| X           | 2015 - 2019       | Josep Carreras Coll              |                | Majoria absoluta          |
| XI          | 2019 - 2023       | Joana Febrer Rotger              |                | Majoria absoluta          |
| XII         | 2023 - actualitat | Pedro Pons Huguet                |                | Majoria absoluta          |

## Economia
L'agricultura, antic motor econòmic de Ferreries, ha anat perdent pes en el conjunt de l'economia local. El conreu de cereals i la pastura han donat pas a una activitat essencialment ramadera que té enfocada la producció en la fabricació de formatge artesà (denominació d'origen Formatge de Maó) i la producció lletera. Als darrers anys s'ha produït un increment de l'economia ferrerienca en el sector terciari en detriment del sector primari.
Ferreries ha estat la població menorquina que més tardanament s'ha incorporat a l'explotació turística. La proximitat a la urbanització de Cala Galdana ha fet que progressivament molts comerços del sector de serveis hagin desplaçat l'activitat cap al litoral.
El poble de Ferreries, en canvi, com els altres pobles no costaners de Menorca, té una feble xarxa hotelera (al poble de Ferreries només n'hi ha dos, a Alaior no n'hi ha, etc.) però tanmateix és conegut i apreciat pels illencs per la seva oferta gastronòmica. L'economia de Ferreries es basa sobretot en la indústria del calçat i dels mobles, així com en el comerç de proximitat i l'hostaleria (apartaments) i restauració.

## Cultura i tradicions

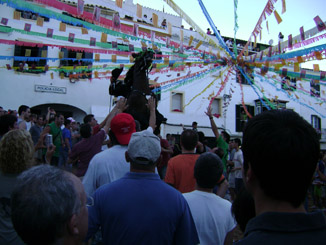
Jaleo a les festes de Sant Bartomeu

Les festes majors de Ferreries, dedicades a l'apòstol sant Bartomeu, se celebren els dies 23, 24 i 25 d'agost. La seva antiguitat es remunta al segle xiv, coincidint amb la creació de la parròquia a què va donar origen el primitiu nucli de població.
Amb el seu motiu, com a tots els pobles de l'illa, es fan colcades (cavalcades) de caixers (genets), jaleos, cercaviles, rues de capgrossos, etc. Es menja coca bamba amb xocolata i pastisseria salada (formatjades, flaons, rubiols, croissants i panets de sobrassada) i dolça (pastissets, etc.) típica de l'illa i es beu pomada. També hi ha música i balls tradicionals propis, dels quals a més de a les festes hom pot gaudir-ne els dissabtes al matí d'estiu.
Abans hi havia nombrosos molins de vent, dels quals avui dia queden pocs. En alguns indrets hi ha molins nous per a obtenir electricitat. L'agricultura i la pastura es fan de manera tradicional, les vaques viuen a l'exterior, lliures. La pell es treballava tradicionalment per a fer productes de cuir, i encara avui es fan artesanalment avarques i sabates d'alta qualitat.

## Llocs d'interès

### Poble de Ferreries

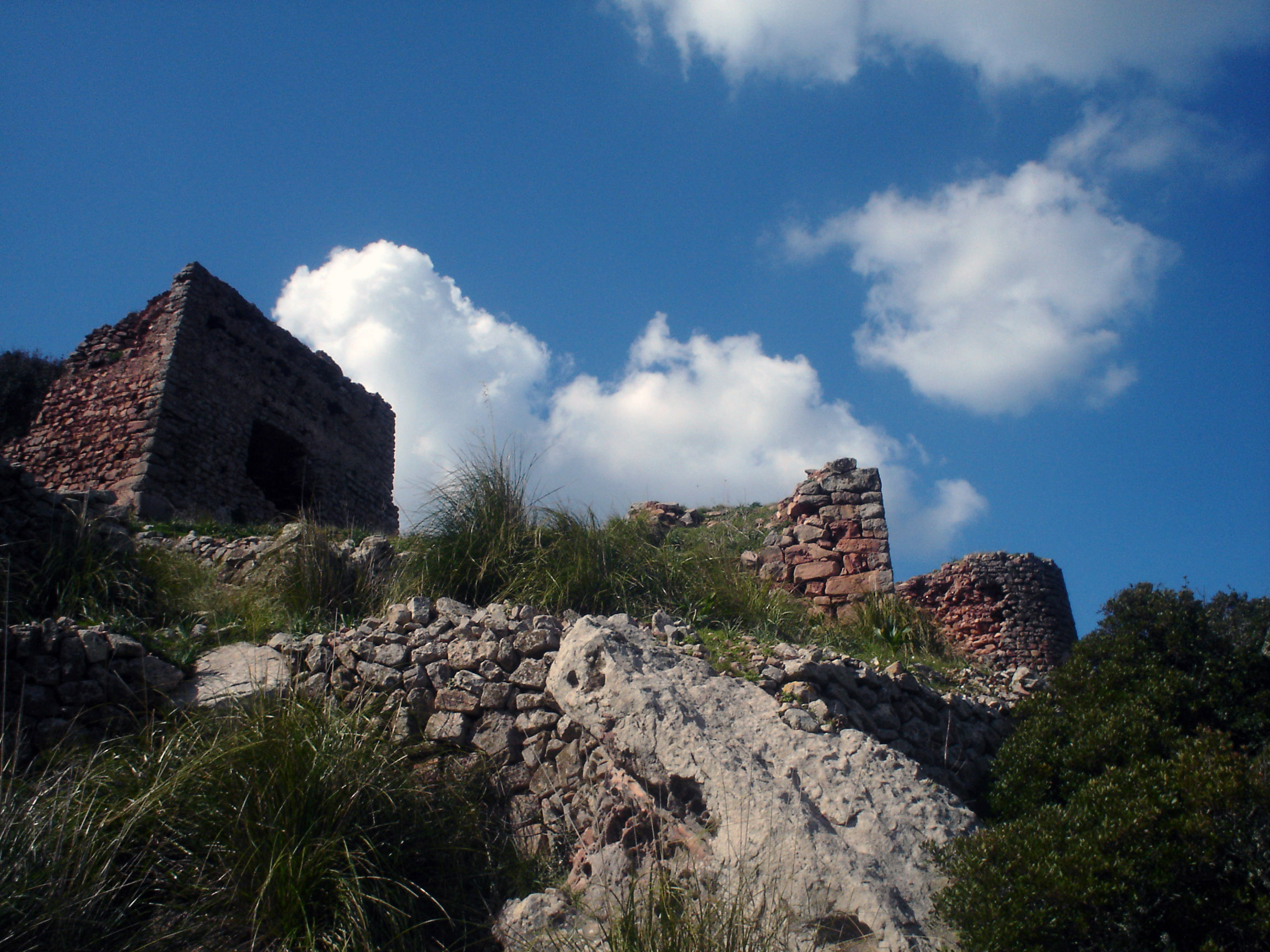
Fortalesa de Santa Àgueda

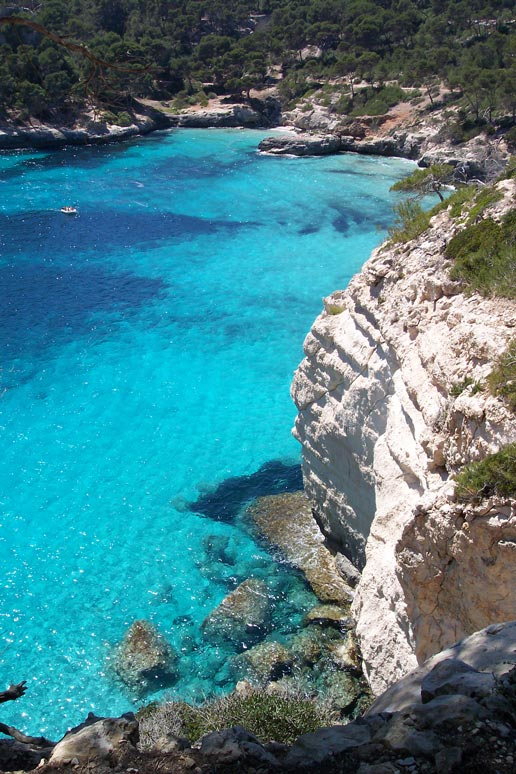
Cala Mitjana

El poble de Ferreries és de construcció típica menorquina, amb encantadors carrers estrets, cases unifamiliars blanques (repintades amb cal cada any), usualment de dos pisos, portes i finestres de fusta pintades de verd i les característiques xemeneies de totxos. L'edifici més singular és Es Pouets, a banda de l'església i l'ajuntament. Aquest darrer és modern, de 1980, mentre que l'església, anomenada església de Sant Bartomeu, es va acabar l'any 1770. El portal té forma d'arc de mig punt amb una porta rectangular al mig. La torre del campanar es va construir l'any 1884 segons un disseny del bisbe Mercader. El poble compta amb un centre de divulgació ambiental, el Centre de la Natura de Menorca, situat al carrer Mallorca.
Es Pouets (avui pronunciat "puets") és una antiga construcció dedicada al subministrament d'aigua potable per als habitants de Ferreries. Sembla que el seu origen és vers l'any 1642 i aleshores eren coneguts com a Sa Fontassa. És probable que faci un centenar d'anys que es vagin tapar dos dels pous. A un cap hi ha una escala que puja dalt d'un terrat, on temps enrere se sembrava com si fos una petita pleta d'hort. Els pous són bastant profunds, i sembla que arrepleguen l'aigua gràcies a filtracions de l'aigua de pluja recollida al coster que té darrere. No és segur que tenguin "vena", però tenen fama de donar una aigua molt bona.

### Poblat de Son Mercer
El poblat de Son Mercer és un jaciment arqueològic amb una sèrie de navetes en forma de ferradura, uns habitacles rectangulars i del qual destaca especialment la Cova del Moro. La cova del Moro és un monument megalític qualificat com a naveta de cambres amb columnes.

### Fortalesa de Santa Àgueda
Al cim de la muntanya de Santa Àgueda hi ha les restes d'una fortalesa medieval que es va aixecar a l'època de la dominació àrab a Menorca: el Castell de Santa Àgueda. A la documentació de l'època apareix com a punt estratègic militar i residència palau dels governadors musulmans. Va ser l'últim reducte de les tropes àrabs l'any 1287, durant la conquesta de l'illa per les tropes del rei Alfons III de Catalunya i Aragó.

### Camí Vell
El camí Vell, o camí Reial, és una de les més antigues vies de comunicació que unia Maó i Ciutadella. Des del carrer del Camp, al poble de Ferreries, es conserva un tros original de tres quilòmetres d'aquest camí, que es pot fer a peu o en bicicleta.

### S'Ermita de Sa Rovellada
S'Ermita és una petita capella dedicada a la Mare de Déu que es va construir l'any 1954 al cim de Sa Rovellada, i a la qual es pot accedir en mitja hora a peu des del poble de Ferreries.

### Platges i cales
A la costa sud destaquen la cala Galdana, un dels principals punts turístics de Menorca, i les petites cales Mitjana i Mitjaneta. La cala Mitjana té un nombre màxim de places, un policia vigila l'entrada i no permet entrar més d'una quantitat determinada de gent, per la qual cosa en temporada alta cal anar-hi d'hora per a poder-hi entrar. A la cala Mitjaneta s'hi accedeix a peu des de la Mitjana, per un camí vorejant la costa. Al costat de la cala Mitjaneta hi ha les pedreres de Santa Ponça, una mostra de l'extracció de marès que va romandre activa fins a 1970.
A la costa nord hi ha el macar dets Alocs, des d'on es pot accedir a peu a les platges de cala Pilar i cala En Calderer. Els macars des Alocs i de Cala Macarrà formen part de la Reserva Marina de Menorca per la rica i abundant vida animal que habita les aigües, on la fina arena de les platges del sud ha estat substituïda per un macar de pedres rodones que la mar ha anat modelant. El paisatge d'aquesta zona és el típic del nord de Menorca, assotat pel fort vent de tramuntana, on la vegetació ha estat seleccionada a través dels anys amb endemismes propis.